# Malaxis talamancana
Malaxis talamancana là một loài thực vật có hoa trong họ Lan. Loài này được Dressler mô tả khoa học đầu tiên năm 1995.